# Loška vas
Loška vas je naselje u slovenskoj Općini Dolenjskim Topllicama. Loška vas se nalazi u pokrajini Dolenjskoj i statističkoj regiji Jugoistočnoj Sloveniji. 

## Stanovništvo
Prema popisu stanovništva iz 2002. godine naselje je imalo 78 stanovnika.